# Sileas na Ceapaich
Sìleas na Ceapaich (també coneguda com a Silis de Keppoch, Sìleas MacDonnell o Sìleas Nic Dhòmhnail na Ceapaich) fou una poeta escocesa que visqué entre ca. 1660 i 1729.
Tot i ser filla del cabdill del clan MacDonald de Keppoch a Lochaber, passà gran part de la seva vida a Banffshire, casada amb Alexander Gordon of Camdell, amb qui compartia visions polítiques.

## Obra
L'autora escrigué principalment en el primer quart del segle xviii en la seva
llengua vernacla, el gaèlic escocès, i es considera una figura dominant en la transició poètica entre els segles XVII i XVIII.
Com la majoria del vers en gaèlic escocès del segle xvii, la seva obra es troba en forma de cançons (excepte un parell de textos religiosos) que tracten sobre temes polítics, de lloança al seu clan i de les terres altes d'Escòcia, entre d'altres, i sobre temes religiosos cap al final de la seva darrera etapa literària. També destaca l'ús del vers panegíric, puix trobem moltes cançons de lloança a personatges dels clans d'aleshores.
Una part del seu corpus literari ens ha arribat per mitjà de manuscrits o d'impresos de finals del segle xviii, i és molt possible que algunes de les cançons fossin abans transmeses oralment que escrites. Algunes cançons, es creu, van ser transmeses generació rere generació, amb els subseqüents canvis que això provoca en l'obra original, sense cap prova, per tant, que les que han perviscut fins avui en dia siguin realment seves.

## Ideologia
Com deixà clar en les seves sis cançons polítiques, Sileas na Ceapaich era una convençuda defensora de la causa jacobita i una catòlica devota. Sembla que aquesta devoció li vingué a partir d'una experiència propera a la mort, tal com explica en un dels seus poemes, i sovint en la seva obra trobem consells de moral catòlica per a joves, per exemple algunes composicions en què explica els perills del sexe prenupcial.
La poeta hagué de superar els prejudicis per ser dona i escriptora, els quals, sumats a l'habitual tractament de temes sobrenaturals, feien que moltes de les escriptores de l'època fossin titllades de bruixes.